# Krvatska
Krvatska je zbirka hrvatske lirike objavljena 1991. Zbirku je pripremio Vinko Brešić. 
Zastupljeni autori u zbirci su Marko Marulić, Tomislav Durbešić, Antun Šoljan, Milivoj Slaviček, Dubravko Horvatić, Tomislav Domović, Andriana Škunca, Jure Prpić, Ljerka Car-Matutinović, Zdravko Malić, Ivan Tolj, Pajo Kanižaj, Enes Kišević, Tomislav Dretar, Mile Pešorda, Ernest Fišer, Luko Paljetak, Mario Nardelli, Mate Ganza, Julije de Luca, Slavko Jendričko, Vanja Radauš, Jevrem Brković, Marija Peakić-Mikuljan i Julije De Luca.